# Chloé Obolensky
Chloé Obolensky (geboren 1942 in Griechenland) ist eine griechische Bühnen- und Kostümbildnerin, die für Schauspiel, Oper und Film arbeitet.

## Leben und Werk
Obolensky studierte in England und Frankreich und nennt als Lehrer Lila de Nobili und den damals führenden griechischen Bühnenbildner Janis Zaruhis. Sie debütierte 1967 mit einer Aristophanes-Produktion in Athen, inszeniert von Karolos Koun (1908–1987). Es folgten unter anderem Produktionen an der Comédie-Française in Paris, beim Festival dei Due Mondi in Spoleto und Verdis Aida in einer Inszenierung Franco Zeffirellis an der Mailänder Scala.
Mehr als zwanzig Jahre lang arbeitete sie mit Peter Brook und entwarf die Kostüme, fallweise auch das Bühnenbild, für seine Inszenierungen – darunter Tschechows Kirschgarten und dessen Verfilmung 1982, Mahabharata, Hamlet und Sturm sowie Can Thembas The Suit. Sie übernahm das Kostümbild für Brooks Operninterpretationen La  Tragédie de Carmen, auch als Filmfassung, und für die Impressions de Paellas, beide in Brooks Théâtre des Bouffes du Nord erstmals vorgestellt, sowie 1998 für dessen Don-Giovanni-Inszenierung beim Festival d’Aix-en-Provence, die in der deutschen Presse als Triumph angesehen wurde. Parallel dazu arbeitete sie in Großbritannien, den Niederlanden, in Deutschland, Österreich und Italien – beispielsweise Eugen Onegin in einer Inszenierung von Andrei Șerban am Teatro La Fenice in Venedig oder Rossinis Tancredi in Amsterdam.
1993 gastierte die Künstlerin erstmals bei den Salzburger Festspielen. In diesem Jahr wurde sie von Deborah Warner eingeladen, die Kostümgestaltung für ihre Coriolan-Inszenierung in der Felsenreitschule zu übernehmen. Die Bühne wurde von Hildegard Bechtler gestaltet, das Licht von Jean Kalman. 1996 übernahm sie die Kostümgestaltung für Verdis Otello im Großen Festspielhaus bei den Osterfestspielen, es inszenierte Ermanno Olmi, es dirigierte Claudio Abbado. 2001 folgte – wiederum in der Felsenreitschule – Janáčeks Jenůfa, inszeniert von Bob Swaim und dirigiert von John Eliot Gardiner. Bühnenbildner war Ferdinand Wögerbauer, Lichtdesigner wiederum Jean Kalman.
Ihre Zusammenarbeit mit dem russischen Regisseur Lev Dodin begann 1999 in Amsterdam mit Tschaikowskis Pique Dame. Es folgten Tschechows Möwe am St. Petersburger Maly-Theater und Dostojewskis Die Dämonen in Paris. 2007 wurde die Piqué Dame verfilmt und die Bühnenfassung war noch 2012 an der Opéra National de Paris und 2015 am Bolschoi-Theater in Moskau zu sehen. Im Jahr 2007 unterstützte Obolensky – gemeinsam mit ihren Kollegen Patrick Kinmonth und Jannis Kounellis – den Regisseur Pierre Audi bei der Realisierung seines ambitionierten Monteverdi Evening an De Nederlandse Opera, bestehend aus Lamento d’Arianna, Il ballo della ingrate und Il combattimento di Tancredi e Clorinda.
Langjährige Zusammenarbeit verbindet die Ausstatterin auch mit der britischen Regisseurin Deborah Warner. Gemeinsam erarbeiteten sie – nach dem Salzburger Coriolan – an der English National Opera in London 2007 Brittens Death in Venice, danach auch in Mailand und Amsterdam zu sehen, und 2011 Tschaikowskis Eugen Onegin, 2013 an der Metropolitan Opera in New York von Fiona Shaw neu einstudiert und weltweit live übertragen. Purcells Dido and Aeneas war eine Koproduktion der Pariser Opéra-Comique mit Amsterdam und den Wiener Festwochen, mit Les Arts Florissants und dem Dirigenten William Christie. 2009 wurde diese Inszenierung auch verfilmt. Besondere Aufmerksamkeit und Zustimmung von Publikum und Presse erlangte 2014 Warners Interpretation von Beethovens Fidelio am Teatro alla Scala in Mailand, für den Obolensky auch das Bühnenbild gestaltete.
Im Kino waren zwei Produktionen mit Chloé Obolenskys Partizipation zu sehen: 1975 Raymond Rouleaus Ondine, für den sie Szenenbild und Kostüme gestaltete, und 1999 Martha Fiennes’ Onegin – Eine Liebe in St. Petersburg, für den sie gemeinsam mit John Bright die Kostüme entwarf.
Chloé Obolenskys Interesse an der Fotografie führte einerseits zu einer größeren Ausstellung am Benaki-Museum in Athen, andererseits zu einem Bildband über das imperiale Russland, herausgegeben 1979 vom renommierten Verlag Random House und danach auch in deutscher und französischer Version erschienen.
Sie ist eine angeheiratete Cousine von Dimitri Obolensky (1918–2001), der von 1965 bis 1981 den Lehrstuhl für russische und Balkan-Geschichte der University of Oxford innehielt. Sie begleitete ihn auf seinen Reisen nach Griechenland und pflegte ihn in seiner letzten Lebensphase.

## Filmografie (Auswahl)
- 1975: Ondine (R: Raymond Rouleau)
- 1982: La cerisaie (R: Peter Brook)
- 1983: La Tragédie de Carmen (R: Peter Brook)
- 1999: Onegin – Eine Liebe in St. Petersburg (R: Martha Fiennes)
- 1989: Mahabharata (R: Peter Brook)
- 2007: Pique Dame (R: Lev Dodin)
- 2009: Dido and Aeneas (R: Deborah Warner)

## Buchpublikation
- The Russian Empire – A Portrait in Photographs. Random House, New York 1979
  - (de) Das Alte Russland. Ein Porträt in frühen Photographien 1850–1914. C.H. Beck, München 1980, ISBN 3-406-07793-5
  - (fr) Russie – Images d’un Empire. Albin Michel, Paris 1992

## Auszeichnungen
- 2000: Molière (Beste Kostüme) – für Balzacs Peines de coeur d’une chatte française (R: Alfredo Arias, Théâtre de Bobigny)
- 2011: Premio Abbiati (Beste Kostüme) – für Brittens Death in Venice (R: Deborah Warner, Teatro alla Scala, Mailand)
- Menander-Preis für ihre Arbeit mit Leftheris Voyadzis in Epidavros